# 藤川谷川 (三好市)
藤川谷川（ふじかわだにがわ）は、徳島県三好市を流れる吉野川水系の河川である。藤川谷は国の登録記念物に登録されている。

## 地理
旧三好郡山城町南部を東流し、旧西祖谷山村境の大歩危南端で吉野川に注ぐ。国見山南斜面を東西に延びる断層に関与して形成された谷と考えられる。
山腹斜面では茶の栽培が盛んである。流域南端の県境にホンシャクナゲの大群落がある野鹿池山がある。川沿いには子泣き爺等の沢山の伝説や民話が多く伝えられており、川沿いにある藤の里公園前の道は「妖怪ロード」（徳島県道272号上名西宇線）と名付けられている。

## 流域の自治体
徳島県
三好市